# Liste des députés de la VIe législature de la monarchie de Juillet

Cette liste recense les personnes qui ont assuré un mandat de député au cours de la VIe législature de la monarchie de Juillet.
- Haut – A
- B
- C
- D
- E
- F
- G
- H
- I
- J
- K
- L
- M
- N
- O
- P
- Q
- R
- S
- T
- U
- V
- W
- X
- Y
- Z

## F
- Joseph Fargues
- Antoine Jean Farran
- André Feuilhade-Chauvin
- Joseph Floret
- Emmanuel Orceau de Fontette
- Achille Fould
- Jean-Claude Fulchiron

## I
- François-André Isambert

## J
- Jean-François Jacqueminot de Ham
- Jean-Baptiste Jamin
- Eugène Janvier de la Motte
- Hippolyte François Jaubert
- Louis-Émile Jollan
- Thomas Jollivet
- Jean-François Claire Henri Joly
- François Jouneaulx
- Ferdinand Aldegonde de Jouvencel
- Jacques Nicolas Junyen

## M
- François Christophe Edmond Kellermann
- André Koechlin

## N
- Désiré Nisard
- Gabriel Nosereau

## O
- Victor Union Oger
- Nicolas Charles Oudinot

## W
- Jacques-Henri Wustenberg